# Berta Schulz

Berta Schulz

Berta Schulz (geb. Rücker; * 7. Mai 1878 in Wetter (Ruhr); † 21. Dezember 1950 in Berlebeck bei Detmold) war eine sozialdemokratische Politikerin.

## Leben
Berta Schulz besuchte die Volksschule und war anschließend als Wäschearbeiterin und Plätterin tätig. Im Jahr 1898 heiratete sie und war danach Hausfrau. Sie lebte in Witten und seit 1920 in Herne. Im Jahr 1906 trat Schulz der SPD bei und war in der sozialdemokratischen Frauenbewegung aktiv. Sie war von 1910 bis 1933 Vorsitzende der sozialdemokratischen Frauen im Unterbezirk Bochum.
Zwischen 1919 und 1920 war sie Mitglied der Stadtverordnetenversammlung in Witten und von 1924 bis 1932 in Herne. Daneben war Schulz in vielfältigen Ausschüssen und Organisationen wie der Armen- und Schuldeputation und verschiedenen Wohlfahrtskommissionen aktiv. Unter anderem war sie von 1920 bis 1933 Vorsitzende der Arbeiterwohlfahrt in Herne und im Unterbezirk Bochum. In der SPD war sie von 1919 bis 1933 Mitglied des zentralen SPD-Parteiausschusses und der Bezirkskommission für den Wahlkreis Arnsberg beziehungsweise – nach dessen Umbenennung – Westfalen-Süd.
Bei der Wahl zur Nationalversammlung 1919 wurde Schulz noch nicht gewählt. Als Nachrückerin wurde sie 1920 Reichstagsmitglied und seit der Reichstagswahl von 1920 gehörte sie mit einer kurzen Unterbrechung von 1924 bis 1933 dem Reichstag an.
Unmittelbar nach dem Beginn der nationalsozialistischen Herrschaft zog Schulz nach Berlebeck bei Detmold.